# Радзейовиці
Радзейовіце (пол. Radziejowice) — село в Польщі, у гміні Радзейовиці Жирардовського повіту Мазовецького воєводства. 
Населення — 722 особи (2011).
В селі розташована відома пам'ятка культури — Палацово-парковий комплекс у Радзейовицях.

## Демографія
Демографічна структура станом на 31 березня 2011 року:
|          | Загалом | Допрацездатний вік | Працездатний вік | Постпрацездатний вік |
| -------- | ------- | ------------------ | ---------------- | -------------------- |
| Чоловіки | 340     | 79                 | 235              | 26                   |
| Жінки    | 382     | 63                 | 247              | 72                   |
| Разом    | 722     | 142                | 482              | 98                   |